# Норфолк
Норфолк (англ. Norfolk, МФА /ˈnɔrfək/) — графство у Східній Англії. На заході межує з Лінкольнширом та Кембриджширом, на півдні із графством Саффолк, з півночі та сходу омивається водами Північного моря. Головним містом графства є Норвіч. 
Серед 34 неметропольних графств Англії, Норфолк є сьомим за кількістю населення. Хоча графство є здебільшого сільськогосподарським, однак густота населення тут досить значна - 155 осіб на км². 
Частина графства має статус національного парку, а його головне місто, Норвіч, завдяки своїм історичним пам'яткам, приваблює туристів. У графстві розташований Сандрінгемський палац, що належить королівській родині Великої Британії.